# Lijst van nummer 1-hits in Wallonië in 2007
Deze hits stonden in 2007 op nummer 1 in de Waalse Ultratop 40, de bekendste hitlijst in Wallonië.
| Datum        | Artiest               | Titel                 |
| ------------ | --------------------- | --------------------- |
| 6 januari    | Fatal Bazooka         | Fous ta cagoule       |
| 13 januari   | Fatal Bazooka         | Fous ta cagoule       |
| 20 januari   | Fatal Bazooka         | Fous ta cagoule       |
| 27 januari   | Fatal Bazooka         | Fous ta cagoule       |
| 3 februari   | Fatal Bazooka         | Fous ta cagoule       |
| 10 februari  | Fatal Bazooka         | Fous ta cagoule       |
| 17 februari  | Fatal Bazooka         | Fous ta cagoule       |
| 24 februari  | Faf Larage            | Pas le temps          |
| 3 maart      | Faf Larage            | Pas le temps          |
| 10 maart     | Faf Larage            | Pas le temps          |
| 17 maart     | Faf Larage            | Pas le temps          |
| 24 maart     | Faf Larage            | Pas le temps          |
| 31 maart     | Fatal Bazooka & Vitoo | Mauvaise foi nocturne |
| 7 april      | Fatal Bazooka & Vitoo | Mauvaise foi nocturne |
| 14 april     | Fatal Bazooka & Vitoo | Mauvaise foi nocturne |
| 21 april     | Fatal Bazooka & Vitoo | Mauvaise foi nocturne |
| 28 april     | Fatal Bazooka & Vitoo | Mauvaise foi nocturne |
| 5 mei        | Mika                  | Grace Kelly           |
| 12 mei       | Mika                  | Grace Kelly           |
| 19 mei       | Mika                  | Grace Kelly           |
| 26 mei       | Mika                  | Grace Kelly           |
| 2 juni       | Mika                  | Grace Kelly           |
| 9 juni       | Mika                  | Grace Kelly           |
| 16 juni      | Mika                  | Grace Kelly           |
| 23 juni      | Mika                  | Grace Kelly           |
| 30 juni      | Grégory Lemarchal     | De temps en temps     |
| 7 juli       | Christophe Willem     | Double je             |
| 14 juli      | Christophe Willem     | Double je             |
| 21 juli      | Christophe Willem     | Double je             |
| 28 juli      | Mika                  | Relax take it easy    |
| 4 augustus   | Mika                  | Relax take it easy    |
| 11 augustus  | Mika                  | Relax take it easy    |
| 18 augustus  | Mika                  | Relax take it easy    |
| 25 augustus  | Mika                  | Relax take it easy    |
| 1 september  | Mika                  | Relax take it easy    |
| 8 september  | Mika                  | Relax take it easy    |
| 15 september | Julien Doré           | Moi... Lolita         |
| 22 september | Julien Doré           | Moi... Lolita         |
| 29 september | Julien Doré           | Moi... Lolita         |
| 6 oktober    | Julien Doré           | Moi... Lolita         |
| 13 oktober   | James Blunt           | 1973                  |
| 20 oktober   | James Blunt           | 1973                  |
| 27 oktober   | Koxie                 | Garçon                |
| 3 november   | Koxie                 | Garçon                |
| 10 november  | Koxie                 | Garçon                |
| 17 november  | Koxie                 | Garçon                |
| 24 november  | Koxie                 | Garçon                |
| 1 december   | Christophe Willem     | Jacques a dit         |
| 8 december   | Koxie                 | Garçon                |
| 15 december  | Koxie                 | Garçon                |
| 22 december  | Rihanna               | Don't stop the music  |
| 29 december  | Rihanna               | Don't stop the music  |